# Mezzojuso
Mezzojuso település Olaszországban, Szicília régióban, Palermo megyében. Lakosainak száma 2617 fő (2023. január 1.). Mezzojuso Cefalà Diana, Corleone, Marineo, Villafrati, Campofelice di Fitalia, Ciminna és Godrano községekkel határos.

## Népesség
A település lakossága az elmúlt években az alábbi módon változott:
| Lakosok száma | 2908 | 2877 | 2617 |
|               | 2017 | 2018 | 2023 |